# Polystichum namegatae
Polystichum namegatae är en träjonväxtart som beskrevs av Kurata. Polystichum namegatae ingår i släktet Polystichum och familjen Dryopteridaceae. Inga underarter finns listade.